# الانتخابات التشريعية السنغافورية 2015
الانتخابات التشريعية السنغافورية 2015 هي الانتخابات التشريعية السابعة عشر التي عُقدت في 11 سبتمبر 2015 بعد حل البرلمان السنغافوري الثاني عشر من قبل الرئيس توني تان (بناء على نصيحة رئيس الوزراء لي هسين لونغ) في 25 آب 2015 ، حيث تم ترشيح المرشحين يوم 1 سبتمبر.